# Purgatory Peak
Purgatory Peak är en bergstopp i Antarktis. Den ligger i Östantarktis. Nya Zeeland gör anspråk på området. Toppen på Purgatory Peak är 1 279 meter över havet, eller 32 meter över den omgivande terrängen. Bredden vid basen är 0,90 km.
Terrängen runt Purgatory Peak är huvudsakligen kuperad, men åt sydost är den bergig. Trakten är obefolkad. Det finns inga samhällen i närheten. 